# Joe Weatherstone
Joanne Weatherstone ist eine australische Filmproduzentin.

## Leben
Weatherstone ist Creative Producerin und produzierte unter anderem den Oscar-nominierten Film Inja, die mit dem International Emmy ausgezeichnete Kinderserie Hardball, die mit dem Logie ausgezeichnete Kultserie Housos und den von der Kritik gefeierten Film Killing Ground (offizielle Auswahl für Sundance). Sie lebt mit ihren zwei Kindern (Tochter Autumn) und zwei Hunden in Sydney. 2024 veröffentlichte sie das Buch Queen of Dogs.

## Filmographie

### Produzentin
- 2000–2007: Pizza (17 Folgen)
- 2002: Inja
- 2011: Peekaboo
- 2011: Swift and Shift Couriers (10 Folgen)
- 2011: A Burning Thing
- 2011–2013: Housos (18 Folgen)
- 2012: Housos vs. Authority
- 2014: Bogan Hunters (10 Folgen)
- 2014: Fat Pizza vs. Housos
- 2015: Dumb Criminals: The Movie
- 2015: Bogan Hunters: Bathurst Conspiracy
- 2015: Summernats and the Hunt for the Great Aussie Hoon
- 2015: Dumb Criminals Motorcycle Club
- 2016: Killing Ground
- 2017: The Go-Betweens: Right Here
- 2018: Book Week
- 2019–2021: Hardball (23 Folgen)
- 2024: Austin